# Ankirihiry
Ankirihiry è una città e comune del Madagascar situata nel distretto di Toamasina I, regione di Atsinanana. 
La popolazione del comune rilevata nel censimento 2001 era pari a 55 206 unità.